# Stephanie-Paradieselster
Die Stephanie-Paradieselster (Astrapia stephaniae), auch Stephanie-Astrapia oder Prinzessin-Stephanie-Paradiesvogel genannt, ist eine Vogelart aus der Familie der Paradiesvögel (Paradisaeidae). Sie kommt ausschließlich im Osten von Neuguinea vor. Sie gehört zu den Paradiesvögeln, bei denen das Männchen ein stark verlängertes mittleres Steuerfederpaar aufweist. Die deutsche Bezeichnung und das Artepitheton wurden zu Ehren von Stephanie von Belgien vergeben, zum Zeitpunkt der wissenschaftlichen Erstbeschreibung Kronprinzessin von Österreich-Ungarn.
Die Bestandssituation der Stephanie-Paradieselster wird von der IUCN als ungefährdet (least concern) eingestuft. Es werden zwei Unterarten unterschieden.

## Beschreibung

### Körperbau und -maße
Die Männchen der Stephanie-Paradieselster erreichen ohne das verlängerte mittlere Steuerfederpaar eine Körperlänge von 37 Zentimeter. Inklusive diesen langen Schwanzfedern haben sie eine Körperlänge von 84 Zentimeter. Das mittlere Steuerfederpaar hat eine Länge zwischen 56,5 und 72,7 Zentimeter. Die Weibchen haben gleichfalls ein sehr langes Schwanzgefieder. Sie haben eine Körperlänge von bis zu 53 Zentimeter, davon entfallen zwischen 26,8 und 36,2 auf das Schwanzgefieder. Der Schnabel hat eine Länge von 3,4 bis 4 Zentimeter. Sie wiegen zwischen 123 und 156 Gramm.

### Männchen
Der gesamte Kopf ist samtschwarz mit einem sehr intensiven metallisch blaugrünlichen Glanz. Je nach Lichteinfall kann dieser Glanz auch kobaltblau oder violett und magentafarben sein. Die Federn der Kopfseiten sind verlängert und bilden kleine Federbüschel an den Kopfseiten. Die Körperoberseite ist vom Mantel bis zu den Oberschwanzdecken samtschwarz mit einem etwas matteren bronzefarbenen Schimmer. Die Flügel sind auf der Oberseite schwärzlich, wobei insbesondere die Flügeldecken violett bis magentafarben glänzen. Bei den Arm- und Handschwingen ist dieser Glanz auf die Außenfahnen begrenzt. Das verlängerte Steuerfederpaar ist samtschwarz mit einem dunklen violettfarbenen bis magentafarbenen Schimmer und auffällig weißen Federschäften auf dem basalen Drittel. Die übrigen Steuerfedern sind schwarzbraun mit einem leicht kupferfarbenen Schimmer.
Die Kehle glänzt so intensiv wie das Kopfgefieder. Sie geht dann abrupt in das samtschwarze Brustgefieder über, dass bei bestimmten Lichtverhältnissen auch bronzefarben glänzen kann. Die dunkle Brust ist eingefasst von einem schmalen stark kupferfarben glänzenden rötlich-braunen Band. Die übrige Körperunterseite bis zum Bürzels sind kupferrot und dunkelgrün quergebändert, das Gefieder glänzt intensiv. Das Schwanzgefieder ist auf der Unterseite schwarzbraun, lediglich das mittlere Steuerfederpaar ist glänzend schwarz. Der Schnabel ist glänzend schwarz, die Iris tief dunkelbraun, die Beine und Füße sind grauviolett.
In ihrem ersten Lebensjahr ähneln die Männchen den adulten Weibchen, haben aber im Nacken bereits einen intensiveren Glanz. Der Glanz entwickelt sich bei den geschlechtsreif werdenden Männchen zunächst auf dem Vorderkopf, Scheitel und Kinn, bevor er auf dem gesamten Kopf zu sehen ist.

### Weibchen
Der gesamte Kopf und Hals sind dunkel schwarzbraun mit einem metallisch bronzefarbenen Schimmer, der bei bestimmten Lichteinfall auch bläulich wirken kann. Die übrige Körperoberseite ist matt schwarzbraun. Das Schwanzgefieder ist bräunlich schwarz. Auch bei ihnen hat das mittlere Steuerfederpaar weiße Federschäfte, die allerdings nur auf einem Sechstel der Federlänge zu sehen sind.
Das Kinn und die Brust sind tief braunschwarz mit wenig Glanz. Auf dem Bauch geht dieses Braun in ein Ocker und dann in einen zimtfarbenen Ton über, das schmal schwarz quergebändert ist.

## Verwechslungsmöglichkeiten

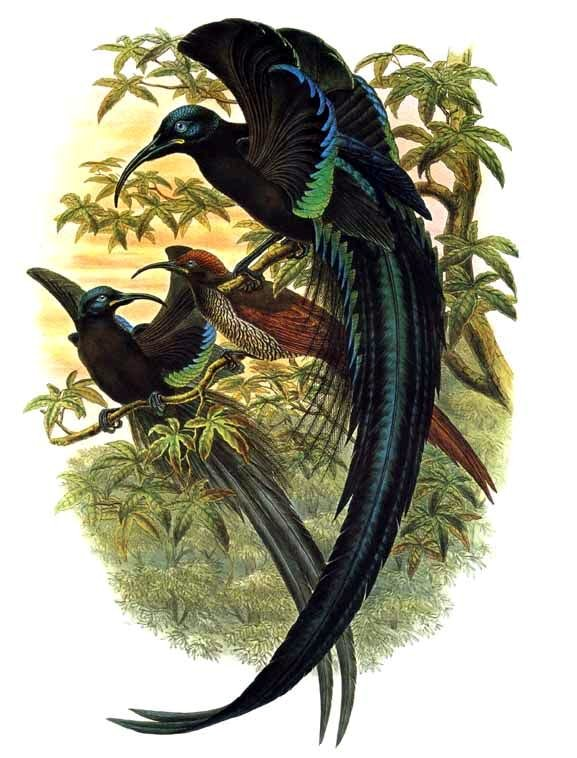
Bei schlechten Lichtverhältnissen können die Weibchen der Stephanie-Paradieselster mit dem hier abgebildeten Breitschwanz-Paradieshopf verwechselt werden

Das Männchen der Stephanie-Paradieselster ist auf Grund des auffälligen Gefieders und dem verlängerten mittleren Steuerfederpaar unverwechselbar. Das Weibchen kann bei schlechten Lichtverhältnissen mit seinem dunklen Gefieder und seinem langen Schwanz sowohl mit dem Breitschwanz-Paradieshopf als auch dem Schmalschwanz-Paradieshopf verwechselt werden. Im Westen des Verbreitungsgebietes der Stephanie-Paradieselster kommt es außerdem zu natürlichen Hybriden zwischen dieser Art und der Schmalschwanz-Paradieselster, die eine sichere Identifikation der Weibchen gleichfalls erschwert.

## Verbreitungsgebiet und Lebensraum
Das Verbreitungsgebiet der Stephanie-Paradieselster ist der Osten Neuguineas. Die beiden Unterarten kommen im östlichen in folgenden Gebirgen und Höhenzügen vor:
- A. s. feminina Neumann, 1922[5] – Schrader-Gebirge, Bismarckgebirge und die Wasserscheide zwischen Sepik und Wahgi.
- A. s. stephaniae (Finsch & A. B. Meyer, 1885)[6] – Von dem Vulkan Doma Peaks, Hagengebirge und Mount Giluwe in südöstlicher Richtung bis zum Owen-Stanley-Gebirge.

Zur Hybridisierung mit der Seidenband-Paradieselster kommt es westlich des Hagengebirges. Die von Ernst Mayr 1931 beschriebene Unterart Astrapia stephaniae ducalis gilt heute als Synonym zur Nominatform.
Der Lebensraum der Stephanie-Paradieselster sind Berg- und subalpine Wälder. Sie kommt auch an Waldrändern, in Wäldern mit selektivem Holzeinschlag sowie in Wälder vor, in denen es einzelne Gebiete mit sekundärem Wald gibt.

## Lebensweise
Die Stephanie-Paradieselster hält sich überwiegend im oberen Waldbereich auf. Sie fliegt mit schnellen Flügelschlägen, die von kurzen Gleitphasen unterbrochen ist. Nach Nahrung suchende Stephanie-Paradieselstern verhalten sich unauffällig, zeigen aber keine auffällige Scheu. Sowohl von Ornithologen als auch der indigenen Bevölkerung des Verbreitungsgebietes der Stephanie-Paradieselster wurde beobachtet, dass Individuen im Federkleid eines Weibchens häufiger als die Männchen am Waldrand oder gar in den Gärten der indigenen Bevölkerung zu beobachten sind. Männchen sind dagegen eher im Waldesinneren anzutreffen.
Die Nahrung besteht aus Früchten, Gliederfüßern und vermutlich auch kleinen Wirbeltieren wie Fröschen und Skinken. Sie deckt vermutlich mit Früchten den größten Teil ihres Nahrungsbedarfes, der Anteil der pflanzlichen Nahrung wird auf 85 Prozent geschätzt. Sie ist aber am häufigsten dabei zu beobachten, wie sie das Geäst im mittleren und oberen Baumkronenbereich nach tierischer Nahrung absucht. Die Stephanie-Paradieselster sucht einzelgängerisch oder in kleinen, lose vergesellschafteten Trupps von zwei bis drei Individuen nach Nahrung. Vereinzelt schließt sie sich auch Trupps anderer Singvogelarten an, meist Arten wie den Breitschwanz-Paradieshopf oder Furchenvogel.

## Fortpflanzung
Stephanie-Paradieselstern sind polygyn: Zwischen zwei und fünf Männchen balzen an sogenannten Leks um Weibchen, ein Männchen kann sich mit mehreren Weibchen vertaner und das Weibchen zieht alleine den Nachwuchs groß. Wie häufig bei Vogelarten, bei denen die noch nicht geschlechtsreifen Männchen ein Gefieder haben, das stark dem adulten Weibchen ähnelt, ist nicht immer sicher, ob es sich bei den anwesenden Vögeln mit einem Federkleid, das dem eines adulten Weibchens entspricht, tatsächlich um Weibchen handelt.

### Balz
Bei den Leks, die im Bismarckgebirge untersucht worden sind, lag der Abstand zwischen den einzelnen Leks bei 1,5 bis 2 Kilometern, das heißt, sie lagen außer Sicht- und Hörweite zueinander. Ein einzelner Lek umfasst vier bis sieben etwa 25 Meter hohe Bäume mit großen, steil ansteigenden Ästen in einer Höhe von 17 bis 18 Metern über der Erde. Diesen Ästen weisen zumindest über einen großen Bereich keine Seitenäste, kein Blattwerk und keine Epiphyten auf. Auf einem oder zwei dieser Astbereiche findet die Hauptbalz der Männchen statt. Die Bolzplätze werden zeitweise über mehrere Jahre genutzt.
Balzende Männchen finden sich im Zeitraum von Juli bis September kurz nach Anbruch der Morgendämmerung an den Balzplätzen ein. Im Schnitt versammeln sich drei Männchen, die durchschnittlich zwei Stunden am Balzplatz verbringen, wenn sie ihn auch zwischendurch kurzfristig zum Fressen verlassen. Sobald ein Männchen zu balzen beginnt, beginnen auch die Männchen, die im selben Baum sitzen, zu balzen. Die in anderen Bäumen sitzenden Männchen rufen dann laut vernehmbar, hüpfen im Geäst umher oder fliegen in einen anderen Baum.
Bei der Balz sträuben die Männchen das Kopf und Halsgefieder und hüpfen zwischen zwei Ansitzwarten hin und her. Der Körper wird dabei waagerecht gehalten. Frith und Beehler unterscheiden zwei Intensitätsniveaus bei der Balz. Bei der langsameren Balz hüpft das Männchen zwischen zwei Stellen auf dem Ast, pausiert dabei aber kurz auf jeder Stelle. Das lange Steuerfederpaar schwingt dabei unter ihm. Bei der schnellen Balz hüpft das Männchen mit hoher Geschwindigkeit zwischen zwei Stellen auf dem Ast, die etwa 1,5 Meter auseinander liegen. Es pausiert nicht, auf etwa vier Sekunden kommen neun bis 10 Hüpfer. Durch die schnelle Bewegung weht das lange Steuerfederpaar fast waagerecht hinter ihm her. Diese kraftanstrengende Balz wurde bislang nur wenige Male beobachtet. Die Männchen zeigen ihre Balz auch dann, wenn keine Weibchen in der Nähe sind.
Bei einer anderen Beobachtungen saßen zwei Männchen und drei Stephanie-Paradieselstern in weiblichem Federkleid in einem Baum. Das größere der Männchen verfolgte erst ein einzelnes Weibchen, während das andere Männchen und die anderen im Baum sitzen bleiben. Nachdem das größere Männchen fünf Minuten lang gebalzt hatte, verjagte es zuerst das zweite Männchen. Die beiden anderen Individuen, bei denen es sich vermutlich um Weibchen handelte, flogen davon. Das verbleibende Männchen balzte erneut 10 Minuten vor dem Weibchen, bevor es dann zur Paarung kam.

### Nest, Gelege und Heranwachsen der Jungvögel
Es sind bis jetzt nur wenige Nester gefunden und wissenschaftlich beschrieben wurden. Zwei Nester befanden sich in einer Höhe von 10 Metern in einem Baum. Eines der Nester war durch Schlingpflanzen teilweise verdeckt. Ein drittes Nest wurde in Schlingpflanzen in einer Höhe von 3,8 Meter über dem Erdboden gefunden. Die Nester waren aus großen Blättern und Schlingpflanzenteilen gebaut. Sie hatten einen äußeren Durchmesser von 16 bis 19 Zentimeter und waren 4 bis 8,9 Zentimeter hoch. Der Durchmesser des eigentlichen Nestnapfs maß 11,5 Zentimeter. Das Nestinnere war mit kleinen Blättern, Wurzeln und Rindenstückchen ausgelegt.
Die Gelegegröße ist noch wenig untersucht. Die bisher gefundenen Gelege, die sicher nur von Stephanie-Paradieselstern und nicht von einer möglichen Verfassung zwischen einer Stephanie- und einer Schmalschwanz-Paradieselster stammen, enthielten nur ein einzelnes Ei. Dieses war rosafarben und wies – wie für Eigentliche Paradiesvögel typisch – längliche dunkelbraune Flecken und einige wenige kleine Fleckchen auf. Die Brutdauer ist nur aus Gefangenschaftshaltung bekannt: Dort betrug die Brutzeit 22 Tage. Das Weibchen füttert den Nestling mit hochgewürgtem Futter. Die Nestlingszeit ist wie die Brutzeit nur aus Gefangenschaftshaltung bekannt. Bei je einem erfolgreichen Aufzuchtversucht in den 1960er und 1970er Jahren verließ der Nestling nach 26 bis 28 Tagen das Nest.

## Stephanie-Paradieselster und Mensch

### Jagd
Die Stephanie-Paradieselster wurde (und wird?) von der indigenen Bevölkerung ihres Verbreitungsgebietes wegen ihres Gefieders gejagt. Bei der Jagd wird ausgenutzt, dass die Männchen sich an traditionellen Balzplätzen einfinden. Die Federn werden zu traditionellem Kopf und Körperschmuck verarbeitet. Bälge von Paradiesvögeln sind auf Neuguinea ein wichtiges Handelsgut, mit dem auch der Brautpreis entrichtet wird.

### Haltung
Sieben Stephanie-Paradiesvögel wurden 1909 nach Schottland importiert. Wie lange sie dort gehalten werden konnten, ist nicht bekannt. Drei weitere Stephanie-Paradiesvögel wurden Mitte der 1920er Jahre vom Londoner Zoo importiert. Einer der Vögel wurde acht Jahre lang gehalten. Die Vögel wurden als zutraulich beschrieben. Zuchterfolge mit Stephanie-Paradieselstern gab es sowohl in Großbritannien als auch in den Vereinigten Staaten von Amerika.

## Einzelbelege
1. 1 2   Handbook of the Birds of the World zur Stephanie-Paradieselster, aufgerufen am 10. Juli 2017
2. 1 2 3   Frith & Beehler: The Birds of Paradise - Paradisaeidae. S. 266.
3. 1 2 3   Frith & Beehler: The Birds of Paradise - Paradisaeidae. S. 268.
4. 1 2   Frith & Beehler: The Birds of Paradise - Paradisaeidae. S. 267.
5. ↑  Oscar Neumann, S. 236.
6. ↑  Otto Finsch u. a., S. 378.
7. ↑  Ernst Mayr, S. 711.
8. 1 2   Frith & Beehler: The Birds of Paradise - Paradisaeidae. S. 269.
9. 1 2 3   Frith & Beehler: The Birds of Paradise - Paradisaeidae. S. 270.
10. ↑   Frith & Beehler: The Birds of Paradise - Paradisaeidae. S. 271.
11. ↑   Frith & Beehler: The Birds of Paradise - Paradisaeidae. S. 272.
12. ↑   Frith & Beehler: The Birds of Paradise - Paradisaeidae. S. 273.